# Liste der Nummer-eins-Hits in Australien (2022)
Dies ist eine Liste der Nummer-eins-Hits in Australien im Jahr 2022. Es liegen die offiziellen Top-50-Single- und Albumcharts der Australian Recording Industry Association (ARIA) zugrunde. Sie basieren auf den Verkäufen von Songs und Alben in Australien sowie bei den Singlecharts auch auf den Aufrufen der Lieder bei Musikstreaming-Anbietern.

## Singles
| ← 2021 ← | Liste der Nummer-eins-Hits in Australien | Liste der Nummer-eins-Hits in Australien | Liste der Nummer-eins-Hits in Australien | 2023 →                    |
| \| Zeitraum \| Wo. ges. \| Interpret \| Titel Autor(en) \| Zusätzliche Informationen \| \| (Zeitraum, Wochen auf Platz eins, Interpret, Titel, Autor[en], zusätzliche Informationen) \| \| \| \| \| \| ----------------------------------------------------------------------------------------- \| -------- \| ----------------------------- \| --------------------------------------------------------------------------------------------------------------------------------------------------------------------------------------------------------------------------------------------------------- \| ------------------------- \| \| 13. Dezember 2021 – 2. Januar 2022 3 Wochen (insgesamt 10) \| 10 \| Elton John & Dua Lipa \| Cold Heart (Pnau Remix) Dean John Meredith, Andrew John Meecham, Elton John, Bernard John P. Taupin, Nicholas George Littlemore, Peter Bruce Mayes, Samuel David Littlemore \| – \| \| 3. Januar 2022 – 9. Januar 2022 1 Woche (insgesamt 9) \| 9 \| Mariah Carey \| All I Want for Christmas Is You Walter N. Afanasieff, Mariah Carey \| – \| \| 10. Januar 2022 – 30. Januar 2022 3 Wochen (insgesamt 10) \| 10 \| Elton John & Dua Lipa \| Cold Heart (Pnau Remix) Dean John Meredith, Andrew John Meecham, Elton John, Bernard John P. Taupin, Nicholas George Littlemore, Peter Bruce Mayes, Samuel David Littlemore \| – \| \| 31. Januar 2022 – 20. Februar 2022 3 Wochen (insgesamt 17) \| 17 \| The Kid Laroi & Justin Bieber \| Stay Omer Fedi, Blake Slatkin, Justin Drew Bieber, Magnus August Høiberg, Michael David Mulé, Subhaan Rahmaan, Isaac John De Boni, Charles Otto Puth Jr., Charlton Kenneth Jeffrey Howard \| – \| \| 21. Februar 2022 – 6. März 2022 2 Wochen (insgesamt 10) \| 10 \| Elton John & Dua Lipa \| Cold Heart (Pnau Remix) Dean John Meredith, Andrew John Meecham, Elton John, Bernard John P. Taupin, Nicholas George Littlemore, Peter Bruce Mayes, Samuel David Littlemore \| – \| \| 7. März 2022 – 10. April 2022 5 Wochen (insgesamt 11) \| 11 \| Glass Animals \| Heat Waves David Algernon Bayley \| – \| \| 11. April 2022 – 17. April 2022 1 Woche (insgesamt 8) \| 8 \| Harry Styles \| As It Was Harry Edward Styles, Thomas Edward Percy Hull, Tyler Sam Johnson \| – \| \| 18. April 2022 – 1. Mai 2022 2 Wochen \| 2 \| Jack Harlow \| First Class Douglas Ford, William Adams, Christopher Brian Bridges, Rogét Lufti Chahayed, Stacy Ferguson, Micaiah Abdul Raheem, Jackman Thomas Harlow, Jasper Lee Harris, Jamal Fincher Jones, José Angel Velazquez, Nickie Jon Pabón, Elvis Williams Jr. \| – \| \| 2. Mai 2022 – 12. Juni 2022 6 Wochen (insgesamt 8) \| 8 \| Harry Styles \| As It Was Harry Edward Styles, Thomas Edward Percy Hull, Tyler Sam Johnson \| – \| \| 13. Juni 2022 – 26. Juni 2022 2 Wochen (insgesamt 9) \| 9 \| Kate Bush \| Running Up That Hill (A Deal with God) Catherine Bush \| – \| \| 27. Juni 2022 – 3. Juli 2022 1 Woche \| 1 \| Joji \| Glimpse of Us George Kusunoki Miller, Connor Patrick McDonough, Riley Thomas McDonough, Joel Estevan Castillo, Alexis Idarose Kesselman \| – \| \| 4. Juli 2022 – 21. August 2022 7 Wochen (insgesamt 9) \| 9 \| Kate Bush \| Running Up That Hill (A Deal with God) Catherine Bush \| – \| \| 22. August 2022 – 28. August 2022 1 Woche (insgesamt 8) \| 8 \| Harry Styles \| As It Was Harry Edward Styles, Thomas Edward Percy Hull, Tyler Sam Johnson \| – \| \| 29. August 2022 – 4. September 2022 1 Woche \| 1 \| Blackpink \| Pink Venom Seol Jeong-hun, Danny Chung, Ido, Kim Jung-gu, Park Hong-jun, Alisha Brooks, Vada J. Nobles, Daniel Chung, Kim Jung-gu, Gyu Kwak-joong, Han Lee-yu, Dong Nam-hee, Evan A. Rogers, Carl Allen Sturken \| – \| \| 5. September 2022 – 11. September 2022 1 Woche \| 1 \| Elton John & Britney Spears \| Hold Me Closer Elton John, Bernard John P. Taupin, Henry Russell Walter, Andrew Wotman \| – \| \| 12. September 2022 – 18. September 2022 1 Woche \| 1 \| Nicki Minaj \| Super Freaky Girl Aaron Joseph Aguilar, Lukasz Sebastian Gottwald, Gamal Kosh Lewis, Onika Tanya Maraj, Lauren Michelle Miller, Vaughn Richard Oliver, James Ambrose Johnson Jr., Alonzo Herbert Miller \| – \| \| 19. September 2022 – 2. Oktober 2022 2 Wochen \| 2 \| David Guetta & Bebe Rexha \| I’m Good (Blue) Bleta Rexha, Pierre David Guetta, Camille Angelina Purcell, Massimo Gabutti, Maurizio Lobina, Gianfranco Randone, Philip John Plested \| – \| \| 3. Oktober 2022 – 30. Oktober 2022 4 Wochen (insgesamt 6) \| 6 \| Sam Smith feat. Kim Petras \| Unholy Samuel Frederick Smith, Omer Fedi, James John Napier, Kim Petras, Ilya Salmanzadeh, Henry Russell Walter, Blake Slatkin \| – \| \| 31. Oktober 2022 – 11. Dezember 2022 6 Wochen \| 6 \| Taylor Swift \| Anti-Hero Taylor Alison Swift, Jack Michael Antonoff \| – \| \| 12. Dezember 2022 – 18. Dezember 2022 1 Woche (insgesamt 6) \| 6 \| Sam Smith feat. Kim Petras \| Unholy Samuel Frederick Smith, Omer Fedi, James John Napier, Kim Petras, Ilya Salmanzadeh, Henry Russell Walter, Blake Slatkin \| – \| \| 19. Dezember 2022 – 8. Januar 2023 3 Wochen (insgesamt 9) \| 9 \| Mariah Carey \| All I Want for Christmas Is You Walter N. Afanasieff, Mariah Carey \| – \| |                                          |                                          | |                           |
| ← 2021 |                                          |                                          | | → 2023 →                  |
| Zeitraum | Wo. ges.                                 | Interpret                                | Titel Autor(en) | Zusätzliche Informationen |
| (Zeitraum, Wochen auf Platz eins, Interpret, Titel, Autor[en], zusätzliche Informationen) |                                          |                                          | |                           |
| 13. Dezember 2021 – 2. Januar 2022 3 Wochen (insgesamt 10) | 10                                       | Elton John & Dua Lipa                    | Cold Heart (Pnau Remix) Dean John Meredith, Andrew John Meecham, Elton John, Bernard John P. Taupin, Nicholas George Littlemore, Peter Bruce Mayes, Samuel David Littlemore                                                                               | –                         |
| 3. Januar 2022 – 9. Januar 2022 1 Woche (insgesamt 9) | 9                                        | Mariah Carey                             | All I Want for Christmas Is You Walter N. Afanasieff, Mariah Carey | –                         |
| 10. Januar 2022 – 30. Januar 2022 3 Wochen (insgesamt 10) | 10                                       | Elton John & Dua Lipa                    | Cold Heart (Pnau Remix) Dean John Meredith, Andrew John Meecham, Elton John, Bernard John P. Taupin, Nicholas George Littlemore, Peter Bruce Mayes, Samuel David Littlemore                                                                               | –                         |
| 31. Januar 2022 – 20. Februar 2022 3 Wochen (insgesamt 17) | 17                                       | The Kid Laroi & Justin Bieber            | Stay Omer Fedi, Blake Slatkin, Justin Drew Bieber, Magnus August Høiberg, Michael David Mulé, Subhaan Rahmaan, Isaac John De Boni, Charles Otto Puth Jr., Charlton Kenneth Jeffrey Howard                                                                 | –                         |
| 21. Februar 2022 – 6. März 2022 2 Wochen (insgesamt 10) | 10                                       | Elton John & Dua Lipa                    | Cold Heart (Pnau Remix) Dean John Meredith, Andrew John Meecham, Elton John, Bernard John P. Taupin, Nicholas George Littlemore, Peter Bruce Mayes, Samuel David Littlemore                                                                               | –                         |
| 7. März 2022 – 10. April 2022 5 Wochen (insgesamt 11) | 11                                       | Glass Animals                            | Heat Waves David Algernon Bayley | –                         |
| 11. April 2022 – 17. April 2022 1 Woche (insgesamt 8) | 8                                        | Harry Styles                             | As It Was Harry Edward Styles, Thomas Edward Percy Hull, Tyler Sam Johnson | –                         |
| 18. April 2022 – 1. Mai 2022 2 Wochen | 2                                        | Jack Harlow                              | First Class Douglas Ford, William Adams, Christopher Brian Bridges, Rogét Lufti Chahayed, Stacy Ferguson, Micaiah Abdul Raheem, Jackman Thomas Harlow, Jasper Lee Harris, Jamal Fincher Jones, José Angel Velazquez, Nickie Jon Pabón, Elvis Williams Jr. | –                         |
| 2. Mai 2022 – 12. Juni 2022 6 Wochen (insgesamt 8) | 8                                        | Harry Styles                             | As It Was Harry Edward Styles, Thomas Edward Percy Hull, Tyler Sam Johnson | –                         |
| 13. Juni 2022 – 26. Juni 2022 2 Wochen (insgesamt 9) | 9                                        | Kate Bush                                | Running Up That Hill (A Deal with God) Catherine Bush | –                         |
| 27. Juni 2022 – 3. Juli 2022 1 Woche | 1                                        | Joji                                     | Glimpse of Us George Kusunoki Miller, Connor Patrick McDonough, Riley Thomas McDonough, Joel Estevan Castillo, Alexis Idarose Kesselman | –                         |
| 4. Juli 2022 – 21. August 2022 7 Wochen (insgesamt 9) | 9                                        | Kate Bush                                | Running Up That Hill (A Deal with God) Catherine Bush | –                         |
| 22. August 2022 – 28. August 2022 1 Woche (insgesamt 8) | 8                                        | Harry Styles                             | As It Was Harry Edward Styles, Thomas Edward Percy Hull, Tyler Sam Johnson | –                         |
| 29. August 2022 – 4. September 2022 1 Woche | 1                                        | Blackpink                                | Pink Venom Seol Jeong-hun, Danny Chung, Ido, Kim Jung-gu, Park Hong-jun, Alisha Brooks, Vada J. Nobles, Daniel Chung, Kim Jung-gu, Gyu Kwak-joong, Han Lee-yu, Dong Nam-hee, Evan A. Rogers, Carl Allen Sturken                                           | –                         |
| 5. September 2022 – 11. September 2022 1 Woche | 1                                        | Elton John & Britney Spears              | Hold Me Closer Elton John, Bernard John P. Taupin, Henry Russell Walter, Andrew Wotman | –                         |
| 12. September 2022 – 18. September 2022 1 Woche | 1                                        | Nicki Minaj                              | Super Freaky Girl Aaron Joseph Aguilar, Lukasz Sebastian Gottwald, Gamal Kosh Lewis, Onika Tanya Maraj, Lauren Michelle Miller, Vaughn Richard Oliver, James Ambrose Johnson Jr., Alonzo Herbert Miller                                                   | –                         |
| 19. September 2022 – 2. Oktober 2022 2 Wochen | 2                                        | David Guetta & Bebe Rexha                | I’m Good (Blue) Bleta Rexha, Pierre David Guetta, Camille Angelina Purcell, Massimo Gabutti, Maurizio Lobina, Gianfranco Randone, Philip John Plested | –                         |
| 3. Oktober 2022 – 30. Oktober 2022 4 Wochen (insgesamt 6) | 6                                        | Sam Smith feat. Kim Petras               | Unholy Samuel Frederick Smith, Omer Fedi, James John Napier, Kim Petras, Ilya Salmanzadeh, Henry Russell Walter, Blake Slatkin | –                         |
| 31. Oktober 2022 – 11. Dezember 2022 6 Wochen | 6                                        | Taylor Swift                             | Anti-Hero Taylor Alison Swift, Jack Michael Antonoff | –                         |
| 12. Dezember 2022 – 18. Dezember 2022 1 Woche (insgesamt 6) | 6                                        | Sam Smith feat. Kim Petras               | Unholy Samuel Frederick Smith, Omer Fedi, James John Napier, Kim Petras, Ilya Salmanzadeh, Henry Russell Walter, Blake Slatkin | –                         |
| 19. Dezember 2022 – 8. Januar 2023 3 Wochen (insgesamt 9) | 9                                        | Mariah Carey                             | All I Want for Christmas Is You Walter N. Afanasieff, Mariah Carey | –                         |

## Alben
| ← 2021 ← | Liste der Nummer-eins-Hits in Australien | Liste der Nummer-eins-Hits in Australien | Liste der Nummer-eins-Hits in Australien     | 2023 →                                                                                     |
| \| Zeitraum \| Wo. ges. \| Interpret \| Titel \| Zusätzliche Informationen \| \| (Zeitraum, Wochen auf Platz eins, Interpret, Titel, zusätzliche Informationen) \| \| \| \| \| \| ------------------------------------------------------------------------------ \| -------- \| --------------------- \| -------------------------------------------- \| ------------------------------------------------------------------------------------------ \| \| 29. November 2021 – 16. Januar 2022 7 Wochen \| 7 \| Adele \| 30 \| – \| \| 17. Januar 2022 – 30. Januar 2022 2 Wochen (insgesamt 3) \| 3 \| The Weeknd \| Dawn FM \| – \| \| 31. Januar 2022 – 6. Februar 2022 1 Woche (insgesamt 8) \| 8 \| Meat Loaf \| Bat Out of Hell \| – \| \| 7. Februar 2022 – 13. Februar 2022 1 Woche (insgesamt 3) \| 3 \| The Weeknd \| Dawn FM \| – \| \| 14. Februar 2022 – 20. Februar 2022 1 Woche \| 1 \| Korn \| Requiem \| – \| \| 21. Februar 2022 – 27. Februar 2022 1 Woche \| 1 \| Huskii \| Antihero \| – \| \| 28. Februar 2022 – 6. März 2022 1 Woche \| 1 \| Midnight Oil \| Resist \| – \| \| 7. März 2022 – 13. März 2022 1 Woche \| 1 \| Gang of Youths \| Angel in Realtime \| – \| \| 14. März 2022 – 20. März 2022 1 Woche \| 1 \| (Soundtrack) \| Encanto (Original Motion Picture Soundtrack) \| – \| \| 21. März 2022 – 27. März 2022 1 Woche \| 1 \| The Wiggles \| ReWiggled \| – \| \| 28. März 2022 – 3. April 2022 1 Woche \| 1 \| Charli XCX \| Crash \| – \| \| 4. April 2022 – 10. April 2022 1 Woche \| 1 \| Machine Gun Kelly \| Mainstream Sellout \| – \| \| 11. April 2022 – 17. April 2022 1 Woche \| 1 \| Red Hot Chili Peppers \| Unlimited Love \| – \| \| 18. April 2022 – 24. April 2022 1 Woche \| 1 \| Wet Leg \| Wet Leg \| – \| \| 25. April 2022 – 1. Mai 2022 1 Woche (insgesamt 3) \| 3 \| Dua Lipa \| Future Nostalgia \| – \| \| 2. Mai 2022 – 8. Mai 2022 1 Woche \| 1 \| Northlane \| Obsidian \| Die Metalcore-Band erreichte zum zweiten Mal in ihrer Karriere Platz eins der Albumcharts. \| \| 9. Mai 2022 – 15. Mai 2022 1 Woche \| 1 \| Future \| I Never Liked You \| – \| \| 16. Mai 2022 – 22. Mai 2022 1 Woche (insgesamt 2) \| 2 \| Daniel Johns \| FutureNever \| – \| \| 23. Mai 2022 – 29. Mai 2022 1 Woche \| 1 \| Kendrick Lamar \| Mr. Morale & the Big Steppers \| – \| \| 30. Mai 2022 – 19. Juni 2022 3 Wochen (insgesamt 10) \| 10 \| Harry Styles \| Harry’s House \| – \| \| 20. Juni 2022 – 26. Juni 2022 1 Woche \| 1 \| BTS \| Proof \| – \| \| 27. Juni 2022 – 3. Juli 2022 1 Woche \| 1 \| Jimmy Barnes \| Soul Deep 30 \| – \| \| 4. Juli 2022 – 10. Juli 2022 1 Woche \| 1 \| Spacey Jane \| Here Comes Everybody \| – \| \| 11. Juli 2022 – 7. August 2022 4 Wochen (insgesamt 10) \| 10 \| Harry Styles \| Harry’s House \| – \| \| 8. August 2022 – 21. August 2022 2 Wochen \| 2 \| Beyoncé \| Renaissance \| – \| \| 22. August 2022 – 28. August 2022 1 Woche (insgesamt 10) \| 10 \| Harry Styles \| Harry’s House \| – \| \| 29. August 2022 – 4. September 2022 1 Woche \| 1 \| Madonna \| Finally Enough Love: 50 Number Ones \| – \| \| 5. September 2022 – 11. September 2022 1 Woche \| 1 \| Muse \| Will of the People \| – \| \| 12. September 2022 – 18. September 2022 1 Woche \| 1 \| Yungblud \| Yungblud \| Für Yungblud war es die erste Nummer-eins-Platzierung seiner Karriere. \| \| 19. September 2022 – 25. September 2022 1 Woche \| 1 \| Parkway Drive \| Darker Still \| Die Metalcore-Band erreichte zum dritten Mal in Folge die Spitzenposition. \| \| 26. September 2022 – 2. Oktober 2022 1 Woche \| 1 \| Meg Mac \| Matter of Time \| – \| \| 3. Oktober 2022 – 9. Oktober 2022 1 Woche \| 1 \| 5 Seconds of Summer \| 5SOS5 \| – \| \| 10. Oktober 2022 – 16. Oktober 2022 1 Woche \| 1 \| Slipknot \| The End, So Far \| – \| \| 17. Oktober 2022 – 23. Oktober 2022 1 Woche (insgesamt 2) \| 2 \| Daniel Johns \| FutureNever \| – \| \| 24. Oktober 2022 – 30. Oktober 2022 1 Woche \| 1 \| The 1975 \| Being Funny in a Foreign Language \| – \| \| 31. Oktober 2022 – 4. Dezember 2022 5 Wochen (insgesamt 16) \| 16 \| Taylor Swift \| Midnights \| – \| \| 5. Dezember 2022 – 11. Dezember 2022 1 Woche \| 1 \| Jimmy Barnes \| Blue Christmas \| – \| \| 12. Dezember 2022 – 18. Dezember 2022 1 Woche \| 1 \| Paul Kelly \| Paul Kelly’s Christmas Train \| – \| \| 19. Dezember 2022 – 29. Januar 2023 6 Wochen (insgesamt 16) \| 16 \| Taylor Swift \| Midnights \| – \| |                                          |                                          |                                              |                                                                                            |
| ← 2021 |                                          |                                          |                                              | → 2023 →                                                                                   |
| Zeitraum | Wo. ges.                                 | Interpret                                | Titel                                        | Zusätzliche Informationen                                                                  |
| (Zeitraum, Wochen auf Platz eins, Interpret, Titel, zusätzliche Informationen) |                                          |                                          |                                              |                                                                                            |
| 29. November 2021 – 16. Januar 2022 7 Wochen | 7                                        | Adele                                    | 30                                           | –                                                                                          |
| 17. Januar 2022 – 30. Januar 2022 2 Wochen (insgesamt 3) | 3                                        | The Weeknd                               | Dawn FM                                      | –                                                                                          |
| 31. Januar 2022 – 6. Februar 2022 1 Woche (insgesamt 8) | 8                                        | Meat Loaf                                | Bat Out of Hell                              | –                                                                                          |
| 7. Februar 2022 – 13. Februar 2022 1 Woche (insgesamt 3) | 3                                        | The Weeknd                               | Dawn FM                                      | –                                                                                          |
| 14. Februar 2022 – 20. Februar 2022 1 Woche | 1                                        | Korn                                     | Requiem                                      | –                                                                                          |
| 21. Februar 2022 – 27. Februar 2022 1 Woche | 1                                        | Huskii                                   | Antihero                                     | –                                                                                          |
| 28. Februar 2022 – 6. März 2022 1 Woche | 1                                        | Midnight Oil                             | Resist                                       | –                                                                                          |
| 7. März 2022 – 13. März 2022 1 Woche | 1                                        | Gang of Youths                           | Angel in Realtime                            | –                                                                                          |
| 14. März 2022 – 20. März 2022 1 Woche | 1                                        | (Soundtrack)                             | Encanto (Original Motion Picture Soundtrack) | –                                                                                          |
| 21. März 2022 – 27. März 2022 1 Woche | 1                                        | The Wiggles                              | ReWiggled                                    | –                                                                                          |
| 28. März 2022 – 3. April 2022 1 Woche | 1                                        | Charli XCX                               | Crash                                        | –                                                                                          |
| 4. April 2022 – 10. April 2022 1 Woche | 1                                        | Machine Gun Kelly                        | Mainstream Sellout                           | –                                                                                          |
| 11. April 2022 – 17. April 2022 1 Woche | 1                                        | Red Hot Chili Peppers                    | Unlimited Love                               | –                                                                                          |
| 18. April 2022 – 24. April 2022 1 Woche | 1                                        | Wet Leg                                  | Wet Leg                                      | –                                                                                          |
| 25. April 2022 – 1. Mai 2022 1 Woche (insgesamt 3) | 3                                        | Dua Lipa                                 | Future Nostalgia                             | –                                                                                          |
| 2. Mai 2022 – 8. Mai 2022 1 Woche | 1                                        | Northlane                                | Obsidian                                     | Die Metalcore-Band erreichte zum zweiten Mal in ihrer Karriere Platz eins der Albumcharts. |
| 9. Mai 2022 – 15. Mai 2022 1 Woche | 1                                        | Future                                   | I Never Liked You                            | –                                                                                          |
| 16. Mai 2022 – 22. Mai 2022 1 Woche (insgesamt 2) | 2                                        | Daniel Johns                             | FutureNever                                  | –                                                                                          |
| 23. Mai 2022 – 29. Mai 2022 1 Woche | 1                                        | Kendrick Lamar                           | Mr. Morale & the Big Steppers                | –                                                                                          |
| 30. Mai 2022 – 19. Juni 2022 3 Wochen (insgesamt 10) | 10                                       | Harry Styles                             | Harry’s House                                | –                                                                                          |
| 20. Juni 2022 – 26. Juni 2022 1 Woche | 1                                        | BTS                                      | Proof                                        | –                                                                                          |
| 27. Juni 2022 – 3. Juli 2022 1 Woche | 1                                        | Jimmy Barnes                             | Soul Deep 30                                 | –                                                                                          |
| 4. Juli 2022 – 10. Juli 2022 1 Woche | 1                                        | Spacey Jane                              | Here Comes Everybody                         | –                                                                                          |
| 11. Juli 2022 – 7. August 2022 4 Wochen (insgesamt 10) | 10                                       | Harry Styles                             | Harry’s House                                | –                                                                                          |
| 8. August 2022 – 21. August 2022 2 Wochen | 2                                        | Beyoncé                                  | Renaissance                                  | –                                                                                          |
| 22. August 2022 – 28. August 2022 1 Woche (insgesamt 10) | 10                                       | Harry Styles                             | Harry’s House                                | –                                                                                          |
| 29. August 2022 – 4. September 2022 1 Woche | 1                                        | Madonna                                  | Finally Enough Love: 50 Number Ones          | –                                                                                          |
| 5. September 2022 – 11. September 2022 1 Woche | 1                                        | Muse                                     | Will of the People                           | –                                                                                          |
| 12. September 2022 – 18. September 2022 1 Woche | 1                                        | Yungblud                                 | Yungblud                                     | Für Yungblud war es die erste Nummer-eins-Platzierung seiner Karriere.                     |
| 19. September 2022 – 25. September 2022 1 Woche | 1                                        | Parkway Drive                            | Darker Still                                 | Die Metalcore-Band erreichte zum dritten Mal in Folge die Spitzenposition.                 |
| 26. September 2022 – 2. Oktober 2022 1 Woche | 1                                        | Meg Mac                                  | Matter of Time                               | –                                                                                          |
| 3. Oktober 2022 – 9. Oktober 2022 1 Woche | 1                                        | 5 Seconds of Summer                      | 5SOS5                                        | –                                                                                          |
| 10. Oktober 2022 – 16. Oktober 2022 1 Woche | 1                                        | Slipknot                                 | The End, So Far                              | –                                                                                          |
| 17. Oktober 2022 – 23. Oktober 2022 1 Woche (insgesamt 2) | 2                                        | Daniel Johns                             | FutureNever                                  | –                                                                                          |
| 24. Oktober 2022 – 30. Oktober 2022 1 Woche | 1                                        | The 1975                                 | Being Funny in a Foreign Language            | –                                                                                          |
| 31. Oktober 2022 – 4. Dezember 2022 5 Wochen (insgesamt 16) | 16                                       | Taylor Swift                             | Midnights                                    | –                                                                                          |
| 5. Dezember 2022 – 11. Dezember 2022 1 Woche | 1                                        | Jimmy Barnes                             | Blue Christmas                               | –                                                                                          |
| 12. Dezember 2022 – 18. Dezember 2022 1 Woche | 1                                        | Paul Kelly                               | Paul Kelly’s Christmas Train                 | –                                                                                          |
| 19. Dezember 2022 – 29. Januar 2023 6 Wochen (insgesamt 16) | 16                                       | Taylor Swift                             | Midnights                                    | –                                                                                          |

## Jahreshitparaden
| ← 2021 ← | Liste der Nummer-eins-Hits in Australien | Liste der Nummer-eins-Hits in Australien | Liste der Nummer-eins-Hits in Australien | 2023 →   |
| \| Singles \| Position# \| Alben \| \| --------------------------------------------------------------------------------------------------------------------------------------------------------------------------------------------------------------------------------------------------------------------- \| --------- \| ----------------------------- \| \| As It Was Harry Styles Harry Edward Styles, Thomas Edward Percy Hull, Tyler Sam Johnson \| 1 \| Midnights Taylor Swift \| \| Heat Waves Glass Animals David Algernon Bayley \| 2 \| Harry’s House Harry Styles \| \| Stay The Kid Laroi & Justin Bieber Omer Fedi, Blake Slatkin, Justin Drew Bieber, Magnus August Høiberg, Michael David Mulé, Subhaan Rahmaan, Isaac John De Boni, Charles Otto Puth Jr., Charlton Kenneth Jeffrey Howard \| 3 \| The Highlights The Weeknd \| \| Cold Heart (Pnau Remix) Elton John & Dua Lipa Dean John Meredith, Andrew John Meecham, Elton John, Bernard John P. Taupin, Nicholas George Littlemore, Peter Bruce Mayes, Samuel David Littlemore \| 4 \| Sour Olivia Rodrigo \| \| Bad Habits Ed Sheeran Edward Christopher Sheeran, Johnny McDaid, Frederick John Philip Gibson \| 5 \| = Ed Sheeran \| \| Shivers Ed Sheeran Edward Christopher Sheeran, Steven McCutcheon, Kal Lavelle, John McDaid \| 6 \| Planet Her Doja Cat \| \| Where Are You Now Lost Frequencies feat. Calum Scott Felix Safran De Laet, Sebastian Arman, Joacim Bo Persson, Dag Daniel Osmund Lundberg, Michael Patrick Kelly \| 7 \| Fine Line Harry Styles \| \| First Class Jack Harlow Douglas Ford, William Adams, Christopher Brian Bridges, Rogét Lufti Chahayed, Stacy Ferguson, Micaiah Abdul Raheem, Jackman Thomas Harlow, Jasper Lee Harris, Jamal Fincher Jones, José Angel Velazquez, Nickie Jon Pabón, Elvis Williams Jr. \| 8 \| Future Nostalgia Dua Lipa \| \| I Ain’t Worried OneRepublic Björn Daniel Arne Yttling, Peter Andreas Morén, John Thomas Daniel Eriksson, Ryan Benjamin Tedder, Brent Michael Kutzle, Tyler Thomas Spry \| 9 \| Curtain Call: The Hits Eminem \| \| About Damn Time Lizzo Blake Slatkin, Stephen Eric Hague, Malcolm Robert Andrew McLaren, Larry Price, Ronald J. Larkins, Theron Makiel Thomas, Melissa Viviane Jefferson, Eric Burton Frederic \| 10 \| Dawn FM The Weeknd \| |                                          |                                          |                                          |          |
| ← 2021 |                                          |                                          |                                          | → 2023 → |
| Singles | Position#                                | Alben                                    |                                          |          |
| As It Was Harry Styles Harry Edward Styles, Thomas Edward Percy Hull, Tyler Sam Johnson | 1                                        | Midnights Taylor Swift                   |                                          |          |
| Heat Waves Glass Animals David Algernon Bayley | 2                                        | Harry’s House Harry Styles               |                                          |          |
| Stay The Kid Laroi & Justin Bieber Omer Fedi, Blake Slatkin, Justin Drew Bieber, Magnus August Høiberg, Michael David Mulé, Subhaan Rahmaan, Isaac John De Boni, Charles Otto Puth Jr., Charlton Kenneth Jeffrey Howard | 3                                        | The Highlights The Weeknd                |                                          |          |
| Cold Heart (Pnau Remix) Elton John & Dua Lipa Dean John Meredith, Andrew John Meecham, Elton John, Bernard John P. Taupin, Nicholas George Littlemore, Peter Bruce Mayes, Samuel David Littlemore | 4                                        | Sour Olivia Rodrigo                      |                                          |          |
| Bad Habits Ed Sheeran Edward Christopher Sheeran, Johnny McDaid, Frederick John Philip Gibson | 5                                        | = Ed Sheeran                             |                                          |          |
| Shivers Ed Sheeran Edward Christopher Sheeran, Steven McCutcheon, Kal Lavelle, John McDaid | 6                                        | Planet Her Doja Cat                      |                                          |          |
| Where Are You Now Lost Frequencies feat. Calum Scott Felix Safran De Laet, Sebastian Arman, Joacim Bo Persson, Dag Daniel Osmund Lundberg, Michael Patrick Kelly | 7                                        | Fine Line Harry Styles                   |                                          |          |
| First Class Jack Harlow Douglas Ford, William Adams, Christopher Brian Bridges, Rogét Lufti Chahayed, Stacy Ferguson, Micaiah Abdul Raheem, Jackman Thomas Harlow, Jasper Lee Harris, Jamal Fincher Jones, José Angel Velazquez, Nickie Jon Pabón, Elvis Williams Jr. | 8                                        | Future Nostalgia Dua Lipa                |                                          |          |
| I Ain’t Worried OneRepublic Björn Daniel Arne Yttling, Peter Andreas Morén, John Thomas Daniel Eriksson, Ryan Benjamin Tedder, Brent Michael Kutzle, Tyler Thomas Spry | 9                                        | Curtain Call: The Hits Eminem            |                                          |          |
| About Damn Time Lizzo Blake Slatkin, Stephen Eric Hague, Malcolm Robert Andrew McLaren, Larry Price, Ronald J. Larkins, Theron Makiel Thomas, Melissa Viviane Jefferson, Eric Burton Frederic | 10                                       | Dawn FM The Weeknd                       |                                          |          |